# Nvidia-GeForce-700-Serie

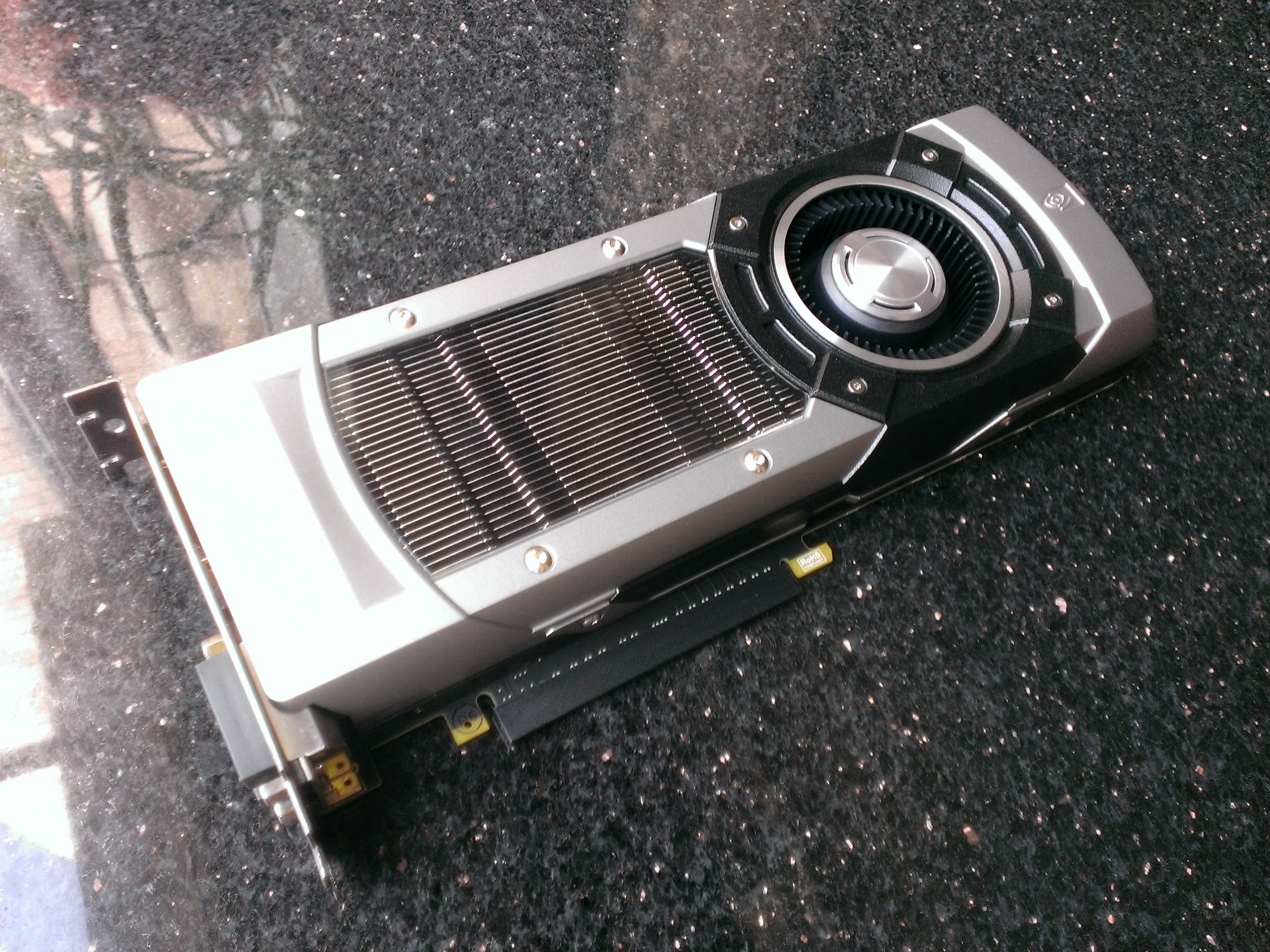
Die GeForce GTX Titan wurde zunächst der GeForce-600-Serie zugeordnet und zählt seit Einführung der GeForce GTX 780 zur GeForce-700-Serie

Die GeForce-700-Serie ist eine Serie von Desktop-Grafikchips des Unternehmens Nvidia und Nachfolger der GeForce-600-Serie. Alle Grafikprozessoren dieser Serie unterstützen das Shadermodell 5.0 (SM 5.0), DirectX 11, sowie OpenCL, CUDA und damit auch PhysX. Die GeForce-700-Serie wurde von der GeForce-900-Serie abgelöst.

## Beschreibung

### GK110
Die GK110-GPU ist mit 7,1 Mrd. Transistoren auf rund 561 mm² (533 mm² im produktionsoptimierten B1-Stepping) der größte und komplexeste Grafikprozessor der Keplergeneration. Er besteht aus 2880 Shader- und 240 Textureinheiten, die auf 15 SMX-Blöcken (Shader-Cluster) verteilt sind. Diese wiederum sind auf fünf Graphics Processing Clusters verteilt, wodurch der GK110 ein Verhältnis von 3:1 aufweist (im Gegensatz zu den restlichen Grafikprozessoren der Keplergeneration, die ein Verhältnis von 2:1 verwenden). Eine weitere Besonderheit des GK110 stellen die zusätzlichen 64 separate ALUs pro SMX-Block dar, die aber nicht für die Single-Precision- (FP32), sondern für die Double-Precision-Operation (FP64) zuständig sind. Ebenfalls für den professionellen Bereich gedacht und nur auf der GK110-GPU vorhanden sind die Features „Dynamic Parallelism“, „Hyper-Q“ und „GPUDirect“.
Am 19. Februar 2013 präsentierte Nvidia die GeForce GTX Titan als Sonderserie, wobei der GK110-400-A1 mit 14 von 15 aktiven Shaderclustern verwendet wurde. Die Karte wies gegenüber der GeForce GTX 680 bzw. der Radeon HD 7970 „GHz Edition“ eine, je nach Setting, 25 % bis 40 % höhere Performance auf, womit sie sich als schnellste Single-GPU-Karte am Markt erwies. Des Weiteren gab Nvidia zahlreiche Features, die normalerweise nur dem professionellen Bereich zur Verfügung stehen, frei (u. a. die volle FP64-Leistung). Nvidia erweiterte die GPU-Boost-Funktion (als „GPU Boost 2.0“ bezeichnet) so, dass auch die Chiptemperatur mit als Faktor berücksichtigt wird. Dadurch konnte in Kombination mit einer neuen Kühlkonstruktion eine sehr niedrige Geräuschentwicklung erreicht werden. Dies wurde auch durch eine hohe Energieeffizienz der GK110-GPU begünstigt. Die GeForce GTX Titan erhielt in der Fachpresse sehr gute Bewertungen für Rechenleistung, Geräuschentwicklung und Energieeffizienz, jedoch führte Nvidias hoher Listenpreis von 999 US-$, der teilweise sogar über dem der schnellere Dual-GPU-Grafikkarten GeForce GTX 690 und Radeon HD 7990 lag, zu einem als schlecht eingestuften Preis-Leistungs-Verhältnis. Dennoch war die Titan am Markt erfolgreich.

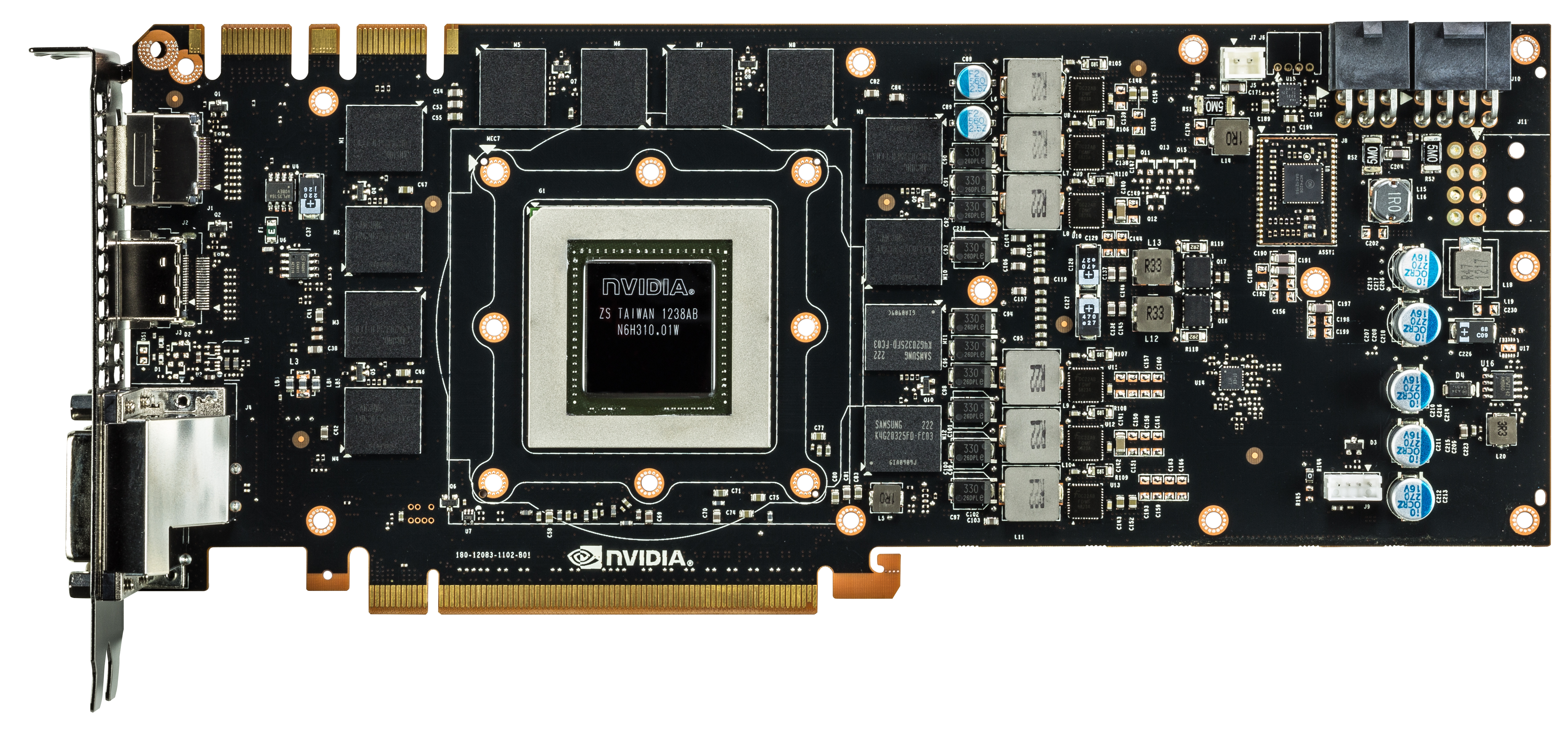
GeForce GTX 780 ohne Kühler

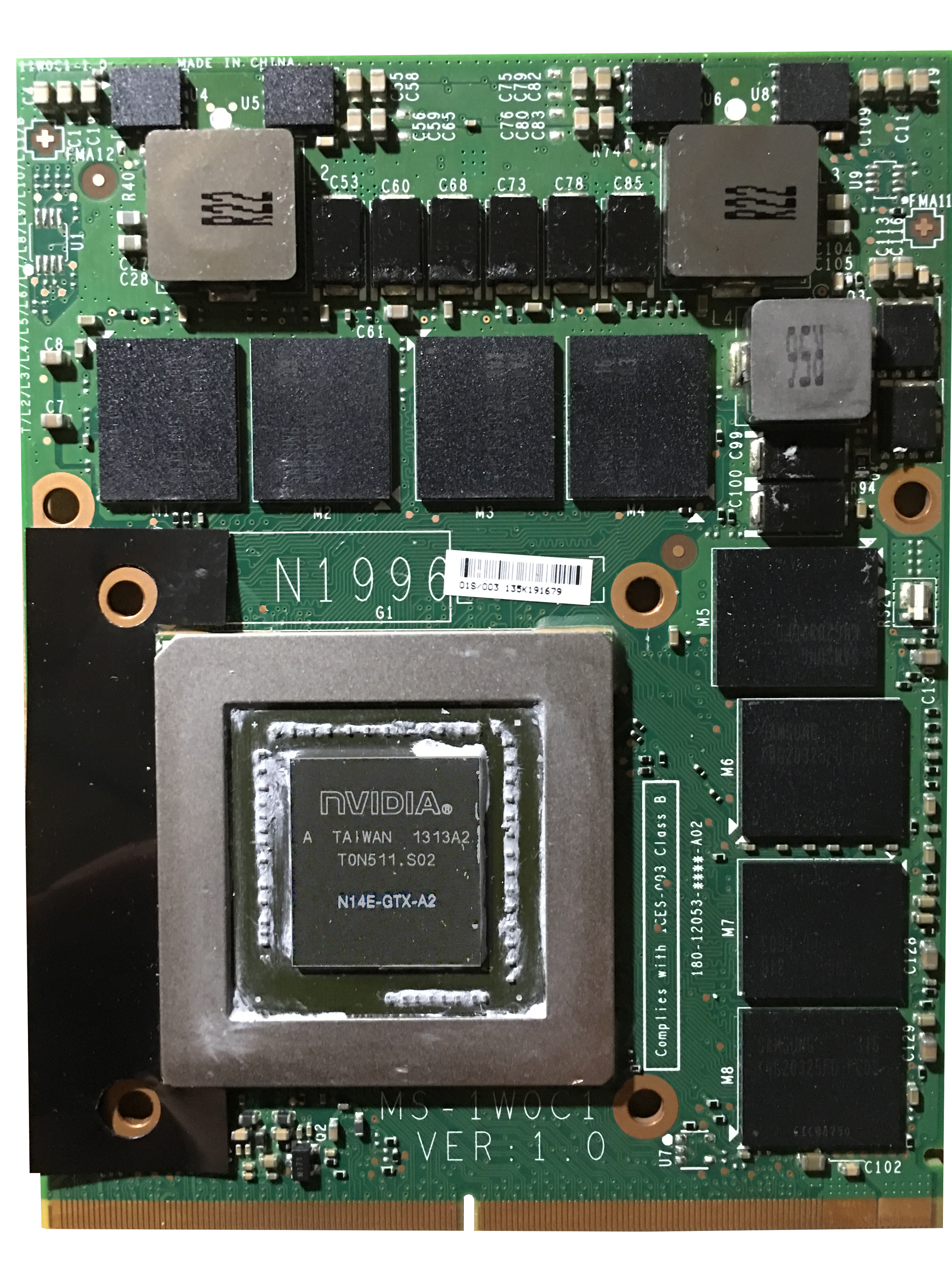
GTX 780 Mobile PCI Express Module-3 Typ-B

Nachdem Nvidia mit der GeForce GTX 680 auf Basis des GK104-Grafikprozessors im Frühjahr 2012 ein Performancepatt zur Radeon HD 7970 erreicht hatte, reagierte AMD im Sommer 2012 mit einer speziellen GHz-Edition, die dann die schnellste Single-GPU-Grafikkarte am Markt darstellte. Der GK104 der GTX 680, der als Performancechip ursprünglich gar nicht für den Highend-Markt gedacht war, keine ausreichenden Reserven mehr hatte, um die GHz-Edition zu kontern, konnte Nvidia erst wieder mit der GeForce GTX Titan die schnellste Single-GPU-Grafikkarte am Markt vorweisen. Da diese aber als Sonderserie einen Schwerpunkt außerhalb des Massenretailmarktes hatte und aufgrund des deutlich schlechteren Preis-Leistungs-Verhältnis kein Konkurrenzangebot zur Radeon HD 7970 GHz Edition war, präsentierte Nvidia am 23. Mai 2013 die GeForce GTX 780. Mit dieser wurde die GeForce-700-Serie offiziell eingeführt und der GK110-Grafikprozessor erstmals für eine normale GeForcekarte verwendet. Beim GK110-300-A1 sind drei der 15 Shadercluster deaktiviert und die FP64-Leistung künstlich auf 1/8 reduziert, was aber für 3D-Anwendungen keine Relevanz hat. Des Weiteren reduzierte Nvidia den Videospeicher gegenüber der Titan von 6144 auf 3072 MB. Letztendlich wurden durch die Änderungen die Performance gegenüber der Titan um 7 bis 8 % reduziert, was aber immer noch ausreichte, die Radeon HD 7970 GHz Edition je nach Setting 15 % bis 30 % zu überbieten. Da Nvidia den Listenpreis gegenüber der Titan um ein Drittel reduzierte, wies die GeForce GTX 780 ein deutlich besseres Preis-Leistungs-Verhältnis auf. Da auch die Geräuschentwicklung und der Energieverbrauch ungefähr gleich blieb, wurde die Karte insgesamt positiv in der Fachpresse bewertet. Seit September 2013 nutzt Nvidia die produktionsoptimierten GK110-300-B1-Version, ohne weitere Hardwareänderungen vorzunehmen.
Am 7. November 2013 präsentierte Nvidia die GeForce GTX 780 Ti und reagierte damit auf die Radeon R9 290X von AMD, um wieder die schnellste Single-GPU-Grafikkarte am Markt zu haben, nachdem diese eine höhere Performance als die GeForce GTX Titan aufwies. Dazu wurde die GK110-GPU erstmals im Vollausbau auf dem Retailmarkt verwendet (zuvor war dies nur beim Tesla K40 der Fall gewesen). In Kombination mit höheren Taktraten wies die GeForce GTX 780 Ti eine bis zu 10 % höheren Performance gegenüber der Titan auf. Während die Geräuschentwicklung der GeForce GTX 780 Ti das Niveau der anderen GK110-Karten erreichte, wofür man das Chiptemperaturlimit der GPU-Boost-Funktion von 80° auf 83° erhöhte, verfehlte sie jedoch deren Energieeffizienz, was vermutlich auf den deutlich erhöhten VRAM-Takt zurückzuführen ist. Da diese etwas schlechtere Energieeffizienz immer noch deutlich über jener der AMD-Konkurrenz lag und im Highend-Bereich nur eine geringe Bedeutung hat, wurde die Karte, bedingt durch die hohe Performance, positiv in der Fachpresse bewertet.
Am 18. Februar 2014 präsentierte Nvidia die GeForce GTX Titan Black. Nachdem Nvidia die GeForce GTX 780 Ti, die zu diesem Zeitpunkt schnellste Single-GPU-Grafikkarte auf dem Markt, der normalen GeForce-700-Serie zuordnete, hatte die Titan keine Marktrelevanz mehr. Deshalb legte Nvidia die Titan Black auf, die gegenüber der 780 Ti eine leichte Taktratenerhöhung, 6 statt 3 GB VRAM und die volle FP64-Leistung, also das Rechnen mit doppelter Genauigkeit, welches für wissenschaftliche Anwendungen eine hohe Bedeutung hat, aufwies. Allerdings konnte die Titan Black in konventionellen 3D-Anwendungen keinen relevanten Performancevorteil gegenüber der GeForce GTX 780 Ti erreichen, weshalb die Karte in der Fachpresse kritisch bewertet wurde, da Nvidia einen Preisaufschlag von rund 50 % verlangte. Letztendlich konnte die Titan Black nicht mehr die Sonderstellung der Titan erreichen, da die normalen Serien inzwischen über alternative Produkte im selben Leistungsbereich verfügten und fungierte eher nur noch als Übergangslösung zu den professionellen Quadro-Grafikkarten.
Am 25. März 2014 kündigt Nvidia die Dual-GPU-Grafikkarte GeForce GTX Titan Z für Anfang April an, deren tatsächlicher Verkaufsstart nach mehrfachen Verschiebungen aber erst am 28. Mai stattfand. Die Karte verwendet zwei GK110-GPUs in Vollausbau und insgesamt 12 GB VRAM, allerdings mussten die Taktraten stark abgesenkt werden, um eine TDP von 375 Watt nicht zu überschreiten.

### GK104
Am 30. Mai 2013 stellte Nvidia die GeForce GTX 770 auf Basis des Grafikprozessors GK104 im Vollausbau vor, welcher bereits bei der GeForce-600-Serie zum Einsatz kam. Die GeForce GTX 770 stellte letztendlich ein Refresh der GeForce GTX 680 mit leicht erhöhten Taktraten dar, womit diese 6 bis 8 % höhere Performance die Leistung der Radeon HD 7970 „GHz Edition“ erreichte. Da Nvidia gleichzeitig den Listenpreis von 499 auf 399 US-$ absenkte, konnte ein besseres Preis-Leistungs-Verhältnis erreicht werden, was, trotz der Namensgebung des Refresh, zu positiven Bewertungen in der Fachpresse führte. Des Weiteren wurde die GPU-Boost Funktion auf die Variante 2.0 erweitert. Obwohl Nvidia die TDP offiziell von 195 auf 230 Watt anhob, blieben die Verbrauchswerte identisch. Da Nvidia auf der GeForce GTX 770 den Kühler der Titan verwendet, wurde eine sehr geringe Geräuschentwicklung erreicht, bei gleichbleibender Leistungsaufnahme, was die Fachpresse positiv bewertete.

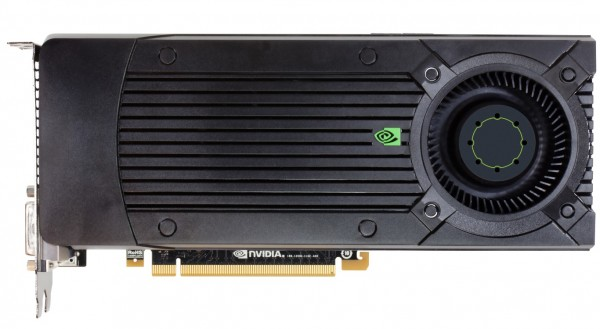
GeForce GTX 760 im Nvidia-Referenzdesign

Für die GeForce GTX 760, die Nvidia am 25. Juni 2013 vorstellte, verwendet Nvidia den GK104 mit zwei deaktivierten Shaderclustern. Nvidia platzierte die Karte zwischen der GeForce GTX 660 Ti und GTX 670, welche die GeForce GTX 760 auch ersetzte, und erreichte dabei in etwa die Performance der Radeon HD 7950 „Boost Edition“ des Konkurrenten AMD, wies aber mit einem Listenpreis von 249 US-$ ein leicht besseres Preis-Leistungs-Verhältnis auf. Das Modell wurde in der Fachpresse dennoch teilweise kritisch bewertet, da die GeForce GTX 760 gegenüber ihren beiden Vorgängern etwas schlechtere Stromverbrauchs- und Geräuschentwicklungswerte aufwies, trotz der niedrigen Chipspannung und der erweiterten GPU-Boost Funktion. Nvidia führte noch zwei weitere Versionen der GeForce GTX 760 ein, die GeForce GTX 760 192-Bit und die GeForce GTX 760 Ti. Beide Modelle waren Neuauflagen der GeForce GTX 660 (OEM) und der GTX 670, die dem OEM-Markt vorbehalten sind.

### GM107
Am 18. Februar 2014 präsentierte Nvidia die GeForce GTX 750 und GeForce GTX 750 Ti. Die Karten verwenden den GM107-Grafikprozessor, der erstmals auf der Maxwell-Architektur der ersten Generation basiert und nach Angaben von Nvidia eine deutlich höhere Energieeffizienz erreichen soll. In unabhängigen Testberichten erreichte die GeForce GTX 750 Ti in etwa die Performance der Radeon R7 260X bei einer 30 % geringeren Leistungsaufnahme. Trotz dieser geringen Leistungsaufnahme wurden die Karten teilweise kritisch in der Fachpresse bewertet, da Nvidia den Listenpreis mit 119 und 149 US-$ gegenüber der AMD-Konkurrenz zu hoch ansetzte und somit ein schlechteres Preis-Leistungs-Verhältnis erreichten.

## Datenübersicht

### Grafikprozessoren
| Grafik- chip    | Fertigung | Fertigung      | Fertigung     | Einheiten          | Einheiten | Einheiten           | Einheiten       | Einheiten       | Einheiten       | L2- Cache | API-Support | API-Support | API-Support | Video- pro- zessor | Bus- Schnitt- stelle |
| Grafik- chip    | Pro- zess | Transi- storen | Die- Fläche   | ROP- Parti- tionen | ROPs      | Unified-Shader      | Unified-Shader  | Textureinheiten | Textureinheiten | L2- Cache | DirectX     | OpenGL      | OpenCL      | Video- pro- zessor | Bus- Schnitt- stelle |
| Grafik- chip    | Pro- zess | Transi- storen | Die- Fläche   | ROP- Parti- tionen | ROPs      | Stream- prozessoren | Shader- Cluster | TAUs            | TMUs            | L2- Cache | DirectX     | OpenGL      | OpenCL      | Video- pro- zessor | Bus- Schnitt- stelle |
| --------------- | --------- | -------------- | ------------- | ------------------ | --------- | ------------------- | --------------- | --------------- | --------------- | --------- | ----------- | ----------- | ----------- | ------------------ | -------------------- |
| GF108           | 40 nm     | 0,58 Mrd.      | 114 mm²       | 1                  | 04        | 0096                | 02              | 016             | 016             | 0,25 MB   | 11.0        | 4.4         | 1.1         | VP4                | PCIe 2.0             |
| GK104           | 28 nm     | 3,54 Mrd.      | 294 mm²       | 4                  | 32        | 1536                | 08              | 128             | 128             | 0,5 MB    | 11.0        | 4.5         | 1.2         | VP5                | PCIe 3.0             |
| GK107           | 28 nm     | 1,30 Mrd.      | 118 mm²       | 2                  | 16        | 0384                | 02              | 032             | 032             | 0,25 MB   | 11.0        | 4.5         | 1.2         | VP5                | PCIe 3.0             |
| GK110 (A1 / B1) | 28 nm     | 7,08 Mrd.      | 561 / 533 mm² | 6                  | 48        | 2880                | 15              | 240             | 240             | 1,5 MB    | 11.0        | 4.5         | 1.2         | VP5                | PCIe 3.0             |
| GK208           | 28 nm     | 1,02 Mrd.      | 087 mm²       | 1                  | 08        | 0384                | 02              | 016             | 016             | 0,5 MB    | 11.0        | 4.5         | 1.2         | VP5                | PCIe 2.0             |
| GM107           | 28 nm     | 1,87 Mrd.      | 148 mm²       | 2                  | 16        | 0640                | 05              | 040             | 040             | 2 MB      | 12.0        | 4.5         | 1.2         | VP6                | PCIe 3.0             |

### Modelldaten
| Modell                        | Offizieller Launch | Grafikprozessor (GPU) | Grafikprozessor (GPU) | Grafikprozessor (GPU) | Grafikprozessor (GPU) | Grafikprozessor (GPU) | Grafikprozessor (GPU) | Grafikprozessor (GPU) | Grafikspeicher | Grafikspeicher | Grafikspeicher | Grafikspeicher      | Leistungsdaten             | Leistungsdaten             | Leistungsdaten                          | Leistungsdaten              | Leistungsdaten              | Leistungsdaten                 |
| Modell                        | Offizieller Launch | Typ                   | Aktive Einheiten      | Aktive Einheiten      | Aktive Einheiten      | Aktive Einheiten      | Chiptakt (in MHz)     | Chiptakt (in MHz)     | Größe          | Takt (in MHz)  | Typ            | Speicher- interface | Rechenleistung (in GFlops) | Rechenleistung (in GFlops) | Polygon- durchsatz (in Mio. Dreiecke/s) | Pixelfüllrate (in GPixel/s) | Texelfüllrate (in GTexel/s) | Speicher- bandbreite (in GB/s) |
| Modell                        | Offizieller Launch | Typ                   | ROPs                  | Shader- Cluster       | ALUs                  | Textur- einheiten     | Standard              | Boost                 | Größe          | Takt (in MHz)  | Typ            | Speicher- interface | SP (MAD)                   | DP (FMA)                   | Polygon- durchsatz (in Mio. Dreiecke/s) | Pixelfüllrate (in GPixel/s) | Texelfüllrate (in GTexel/s) | Speicher- bandbreite (in GB/s) |
| ----------------------------- | ------------------ | --------------------- | --------------------- | --------------------- | --------------------- | --------------------- | --------------------- | --------------------- | -------------- | -------------- | -------------- | ------------------- | -------------------------- | -------------------------- | --------------------------------------- | --------------------------- | --------------------------- | ------------------------------ |
| GeForce GT 710                | 29. Jan. 2016      | GK208                 | 08                    | 01                    | 0192                  | 016                   | 954                   | -                     | 1–2 GB         | 891            | DDR3           | 64 Bit              | 366                        | k. A.                      | 954                                     | 7,6                         | 15,2                        | 14,4                           |
| GeForce GT 710                | 29. Jan. 2016      | GK208                 | 08                    | 01                    | 0192                  | 016                   | 954                   | -                     | 2 GB           | 1252 (2504)    | GDDR5          | 64 Bit              | 366                        | k. A.                      | 954                                     | 7,6                         | 15,2                        | 40                             |
| GeForce GT 720                | 13. Aug. 2014      | GK208                 | 08                    | 01                    | 0192                  | 016                   | 797                   | -                     | 1 GB           | 891            | DDR3           | 64 Bit              | 306                        | k. A.                      | 797                                     | 6,4                         | 12,8                        | 14,4                           |
| GeForce GT 720                | 13. Aug. 2014      | GK208                 | 08                    | 01                    | 0192                  | 016                   | 797                   | -                     | 2 GB           | 1252 (2504)    | GDDR5          | 64 Bit              | 306                        | k. A.                      | 797                                     | 6,4                         | 12,8                        | 40                             |
| GeForce GT 730 (64-Bit DDR3)  | 18. Jun. 2014      | GK208                 | 08                    | 02                    | 0384                  | 016                   | 902                   | -                     | 2 GB           | 891            | DDR3           | 64 Bit              | 692,7                      | 28,9                       | 902                                     | 7,2                         | 14,4                        | 14,4                           |
| GeForce GT 730 (128-Bit DDR3) | 18. Jun. 2014      | GF108                 | 04                    | 02                    | 096                   | 016                   | 700                   | -                     | 1 GB           | 891            | DDR3           | 128 Bit             | 268,8                      | 22,4                       | 350                                     | 2,8                         | 11,2                        | 28,8                           |
| GeForce GT 730 (GDDR5)        | 18. Jun. 2014      | GK208                 | 08                    | 02                    | 0384                  | 016                   | 902                   | -                     | 1 GB           | 1252 (2504)    | GDDR5          | 64 Bit              | 692,7                      | 28,9                       | 902                                     | 7,2                         | 14,4                        | 40                             |
| GeForce GT 740                | 29. Mai 2014       | GK107                 | 16                    | 02                    | 0384                  | 032                   | 993                   | -                     | 2 GB           | 891            | DDR3           | 128 Bit             | 762,6                      | 31,8                       | 993                                     | 7,9                         | 31,8                        | 28,5                           |
| GeForce GT 740                | 29. Mai 2014       | GK107                 | 16                    | 02                    | 0384                  | 032                   | 993                   | -                     | 1 GB           | 1252 (2504)    | GDDR5          | 128 Bit             | 762,6                      | 31,8                       | 993                                     | 7,9                         | 31,8                        | 80,1                           |
| GeForce GTX 745               | 18. Feb. 2014      | GM107                 | 16                    | 03                    | 0384                  | 024                   | 1033                  | -                     | 4 GB           | 891            | DDR3           | 128 Bit             | 793,3                      | 24,8                       | 1033                                    | 16,5                        | 24,8                        | 28,8                           |
| GeForce GTX 750               | 18. Feb. 2014      | GM107                 | 16                    | 04                    | 0512                  | 032                   | 1020                  | 1085                  | 1 GB           | 1250 (2500)    | GDDR5          | 128 Bit             | 1044,5                     | 32,6                       | 1020                                    | 16,3                        | 32,6                        | 80                             |
| GeForce GTX 750 Ti            | 18. Feb. 2014      | GM107                 | 16                    | 05                    | 0640                  | 040                   | 1020                  | 1085                  | 2 GB           | 1350 (2700)    | GDDR5          | 128 Bit             | 1305,6                     | 40,8                       | 1020                                    | 16,3                        | 40,8                        | 86,4                           |
| GeForce GTX 760 192-Bit       | 21. Okt. 2013      | GK104                 | 24                    | 06                    | 1152                  | 096                   | 823                   | 888                   | 1,5 GB         | 1452 (2904)    | GDDR5          | 192 Bit             | 1896,2                     | 79                         | 2469                                    | 19,8                        | 79                          | 134                            |
| GeForce GTX 760 192-Bit       | 21. Okt. 2013      | GK104                 | 24                    | 06                    | 1152                  | 096                   | 823                   | 888                   | 3 GB           | 1452 (2904)    | GDDR5          | 192 Bit             | 1896,2                     | 79                         | 2469                                    | 19,8                        | 79                          | 134                            |
| GeForce GTX 760               | 25. Jun. 2013      | GK104                 | 32                    | 06                    | 1152                  | 096                   | 980                   | 1033                  | 2 GB           | 1502 (3004)    | GDDR5          | 256 Bit             | 2257,9                     | 94,1                       | 2940                                    | 23,5 – 31,4                 | 94,1                        | 192,3                          |
| GeForce GTX 760 Ti            | 21. Okt. 2013      | GK104                 | 32                    | 07                    | 1344                  | 112                   | 915                   | 980                   | 2 GB           | 1502 (3004)    | GDDR5          | 256 Bit             | 2459,5                     | 102,5                      | 3203                                    | 29,3                        | 102,5                       | 192,3                          |
| GeForce GTX 770               | 30. Mai 2013       | GK104                 | 32                    | 08                    | 1536                  | 128                   | 1046                  | 1085                  | 2 GB           | 1753 (3506)    | GDDR5          | 256 Bit             | 3213,3                     | 133,9                      | 4184                                    | 33,5                        | 133,9                       | 224,4                          |
| GeForce GTX 780               | 23. Mai 2013       | GK110                 | 48                    | 12                    | 2304                  | 192                   | 863                   | 902                   | 3 GB           | 1502 (3004)    | GDDR5          | 384 Bit             | 3976,7                     | 165,7                      | 5178                                    | 27,6 – 34,5                 | 165,7                       | 288,4                          |
| GeForce GTX 780               | 10. Sep. 2013      | GK110B                | 48                    | 12                    | 2304                  | 192                   | 863                   | 902                   | 3 GB           | 1502 (3004)    | GDDR5          | 384 Bit             | 3976,7                     | 165,7                      | 5178                                    | 27,6 – 34,5                 | 165,7                       | 288,4                          |
| GeForce GTX 780 Ti            | 7. Nov. 2013       | GK110B                | 48                    | 15                    | 2880                  | 240                   | 876                   | 928                   | 3 GB           | 1753 (3506)    | GDDR5          | 384 Bit             | 5045,8                     | 210,2                      | 6570                                    | 35                          | 210,2                       | 336,6                          |
| GeForce GTX Titan             | 19. Feb. 2013      | GK110                 | 48                    | 14                    | 2688                  | 224                   | 837                   | 876                   | 6 GB           | 1502 (3004)    | GDDR5          | 384 Bit             | 4499,7                     | 1311,7                     | 5859                                    | 33,5                        | 187,5                       | 288,4                          |
| GeForce GTX Titan Black       | 18. Feb. 2014      | GK110B                | 48                    | 15                    | 2880                  | 240                   | 889                   | 980                   | 6 GB           | 1753 (3506)    | GDDR5          | 384 Bit             | 5120,6                     | 1706,9                     | 6667,5                                  | 35,6                        | 213,4                       | 336,6                          |
| GeForce GTX Titan Z           | 28. Mai 2014       | 2× GK110B             | 2× 48                 | 2× 15                 | 2× 2880               | 2× 240                | 705                   | 876                   | 2× 6 GB        | 1753 (3506)    | GDDR5          | 2× 384 Bit          | 2× 4060,8                  | 2× 1353,6                  | 2× 5287,5                               | 2× 28,2                     | 2× 169,2                    | 2× 336,6                       |

### Leistungsaufnahmedaten
| Modell                        | Typ          | Verbrauch (Watt) | Verbrauch (Watt) | Verbrauch (Watt) | Verbrauch (Watt) | Zusätzliche Strom- stecker |
| Modell                        | Typ          | MGCP             | Messwerte        | Messwerte        | Messwerte        | Zusätzliche Strom- stecker |
| Modell                        | Typ          | MGCP             | Idle             | 3D-Last          | Maximal- last    | Zusätzliche Strom- stecker |
| ----------------------------- | ------------ | ---------------- | ---------------- | ---------------- | ---------------- | -------------------------- |
| GeForce GT 710                | GK208        | 019              | k. A.            | k. A.            | k. A.            | keine                      |
| GeForce GT 720                | GK208        | 023              | k. A.            | k. A.            | k. A.            | keine                      |
| GeForce GT 730 (64-Bit DDR3)  | GK208        | 023              | k. A.            | k. A.            | k. A.            | keine                      |
| GeForce GT 730 (128-Bit DDR3) | GF108        | 049              | k. A.            | k. A.            | k. A.            | keine                      |
| GeForce GT 730 (GDDR5)        | GK208        | 038              | k. A.            | k. A.            | k. A.            | keine                      |
| GeForce GT 740                | GK107        | 064              | k. A.            | k. A.            | k. A.            | 1× 6-pin                   |
| GeForce GTX 745               | GM107        | 055              | k. A.            | k. A.            | k. A.            | keine                      |
| GeForce GTX 750               | GM107        | 055              | 7-9              | 56-59            | 76               | keine                      |
| GeForce GTX 750 Ti            | GM107        | 060              | 4-8              | 52-60            | 60-66            | keine                      |
| GeForce GTX 760 192-Bit       | GK104        | 130              | k. A.            | k. A.            | k. A.            | 1× 6-pin                   |
| GeForce GTX 760               | GK104        | 170              | 10-12            | 148-169          | 165-197          | 2× 6-pin                   |
| GeForce GTX 760 Ti            | GK104        | 170              | k. A.            | k. A.            | k. A.            | 2× 6-pin                   |
| GeForce GTX 770               | GK104        | 230              | 8-10             | 162-195          | 213-214          | 1× 6-pin 1× 8-pin          |
| GeForce GTX 780               | GK110 GK110B | 250              | 10-14            | 199-222          | 252-268          | 1× 6-pin 1× 8-pin          |
| GeForce GTX 780 Ti            | GK110B       | 250              | 10-16            | 229-260          | 260-276          | 1× 6-pin 1× 8-pin          |
| GeForce GTX Titan             | GK110        | 250              | 10-13            | 198-214          | 250-263          | 1× 6-pin 1× 8-pin          |
| GeForce GTX Titan Black       | GK110B       | 250              | 13               | 243              | k. A.            | 1× 6-pin 1× 8-pin          |
| GeForce GTX Titan Z           | 2× GK110B    | 375              | k. A.            | k. A.            | k. A.            | 2× 8-pin                   |